# کلیسای گاراپت مقدس، آبادان
کلیسای گاراپت مقدس (به ارمنی: Սուրբ Կարապետ եկեղեցի) یا کلیسای ارامنهٔ آبادان بنایی مربوط به دوره پهلوی است و در آبادان، ابتدای خیابان زند، جنب مسجد بهبهانی‌ها واقع شده است. این اثر در تاریخ ۹ اردیبهشت ۱۳۸۲ با شمارهٔ ثبت ۸۳۵۲ به عنوان یکی از آثار ملی ایران به ثبت رسیده است.

## تاریخ
این کلیسا در سال ۱۹۵۸ میلادی (۱۳۳۶ خورشیدی) بنا گردیده و بزرگترین تالار اجتماعات ارمنی‌های مقیم آبادان بوده است. این کلیسا در زمان جنگ ایران و عراق آسیب دید، اما، توسط ستاد بازسازی مناطق جنگی مرمت شد.

## نگارخانه

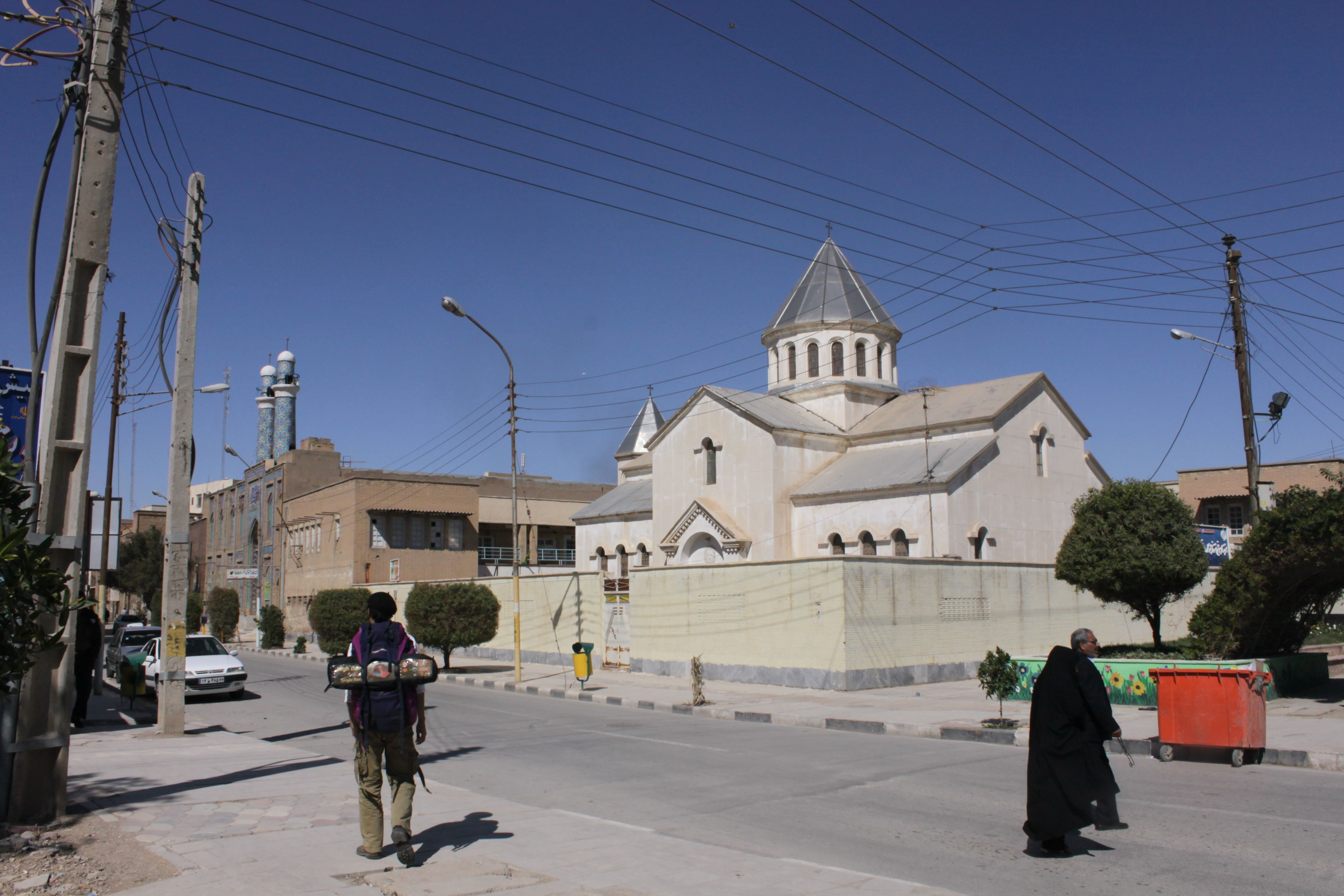